# Червеночела газела
Червеночела газела (Eudorcas rufifrons) е вид бозайник от семейство Кухороги (Bovidae). Видът е световно застрашен, със статут Уязвим.

## Разпространение
Видът е разпространен в Буркина Фасо, Еритрея, Етиопия, Камерун, Мавритания, Мали, Нигер, Нигерия, Сенегал, Централноафриканска република, Чад и Южен Судан.
Регионално е изчезнал в Гана.